# Nuevo Cairo
Nuevo Cairo es un distrito de la gobernación de El Cairo, Egipto. En julio de 2017 tenía una población estimada de 300 000 habitantes.
Se encuentra ubicado en el centro-norte del país, cerca de la ribera oriental del río Nilo.